# Gulkeviči
Gulkeviči (rusky Гулькевичи) je město v Krasnodarském kraji v Ruské federaci. Při sčítání lidu v roce 2010 mělo zhruba pětatřicet tisíc obyvatel.

## Poloha
Gulkeviči leží v Předkavkazí na východně Krasnodarského kraje v blízkosti levého, jižního břehu Kubáně. Nejbližší město je Kropotkin na pravém břehu Kubáně ležící přibližně dvacet kilometrů na severozápad. Od Krasnodaru, správního střediska celé oblasti, jsou Gulkeviči vzdáleny přibližně 150 kilometrů.

## Dějiny
Dějiny sídla začínají v roce 1875 stavbou železnice z Rostova na Donu do Vladikavkazu, na které zde vznikla stanice.
Městem jsou Gulkeviči od roku 1961.